# 二周目
二周目或二周目模式，日语游戏称為（直譯「强New Game」），英语游戏称「New Game+」或「New Game Plus」，是电子游戏中可供玩家解锁的一种游戏模式。“目”是接尾词，表示顺序，二周目含“第二周”的意思，当玩家初次完成游戏後重新开始新游戏，游戏的某些特征（例如经验值、道具或难度）会发生变化并影响新游戏。有些游戏还设有三周目乃至四周目模式，同样称作「强New Game」或「New Game+」。二周目模式因游戏不同也可能称为“重新游戏模式”（replay mode）、“挑战模式”（challenge mode）或“困难模式”（hard mode）。
二周目最初是在《超時空之鑰》遊戲中出現的一個概念，在該遊戲中，玩家完成遊戲後，玩家可以用上次通關時的角色等級、技能和裝備重新遊戲。然而和某些和情節緊密相關的道具不會繼承，玩家需要重新尋找，同時金錢也會被重置。其後，該遊戲生產商史克威爾亦在《超時空之鑰 次元之旅》、《寄生前夜》、《放浪冒險譚》和《最終幻想X-2》等其生產的遊戲內，甚至到其他遊戲生產商亦在他們的遊戲中，應用了二周目概念。